# Gaston (Indiana)
Gaston è un comune degli Stati Uniti d'America, situato nello Stato dell'Indiana, nella contea di Delaware.